# Mohammad Hossein Abareghi
Mohammad Hossein Abareghi (né le 5 janvier 1995 à Kerman) est un athlète iranien, spécialiste du sprint.
Lors des Championnats d'Asie juniors 2014, il bat son record sur 100 m le 13 juin en 10 s 50, puis le record national senior sur 200 m, en 20 s 63 à Taipei.
Le 25 juillet 2015, il porte son record sur 200 m à 20 s 47 à Almaty, record national, annulé depuis.
Il est suspendu pour dopage pendant 4 ans à compter de 2015.